# ZooParc de Beauval
Koordinaten: 47° 14′ 51″ N, 1° 21′ 12″ O
Der ZooParc de Beauval ist ein zoologischer Garten in Frankreich, unweit der Stadt Saint-Aignan im Département Loir-et-Cher. Auf einer Fläche von 45 Hektar werden ungefähr 10.000 Tiere gezeigt, darunter ca. 2200 Vögel und etwa 1500 Tiere im Aquarium. Unter den etwa 800 gezeigten Arten befinden sich 560 Arten, die auf der Roten Liste der IUCN stehen. Weitere 25.000 Individuen (darunter 24.000 Fische) werden ab Februar 2020 im dôme équatorial gezeigt. Ungefähr 900 Jungtiere werden jährlich im Zoo geboren. Gründerin und Direktorin des Zoos war bis zu ihrem Tod am 3. Dezember 2021 Françoise Delord. Gegenwärtig leitet ihr Sohn Rodolphe Delord den Zoo. Etwa 600 Personen arbeiten im Zoo, in der Hochsaison etwa 1250.

## Geschichte

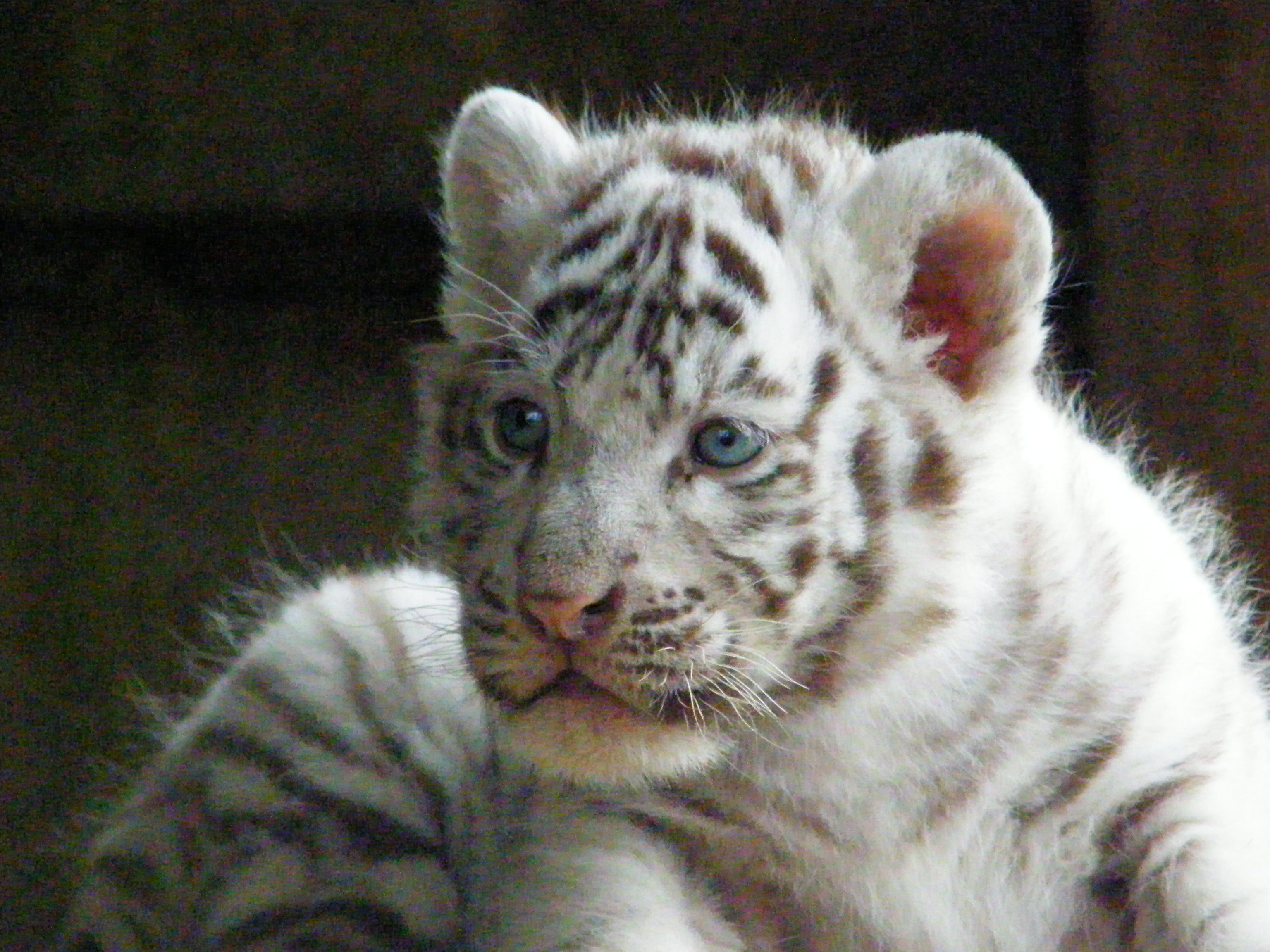
Junger weißer Tiger in Beauval

Der ZooParc de Beauval wurde 1980 als Vogelpark gegründet. 1989 kamen erste Raubkatzen und Affen hinzu. Seit 1991 hält der Zoo weiße Tiger, seit 1999 auch weiße Löwen. Wesentliche Erweiterungen in den 1990er Jahren waren der Bau der ersten Tropenhäuser, ein Vivarium und ein Aquarium sowie große Anlagen für Seelöwen, Seekühe und eine afrikanische Savannenlandschaft (drei Hektar groß).

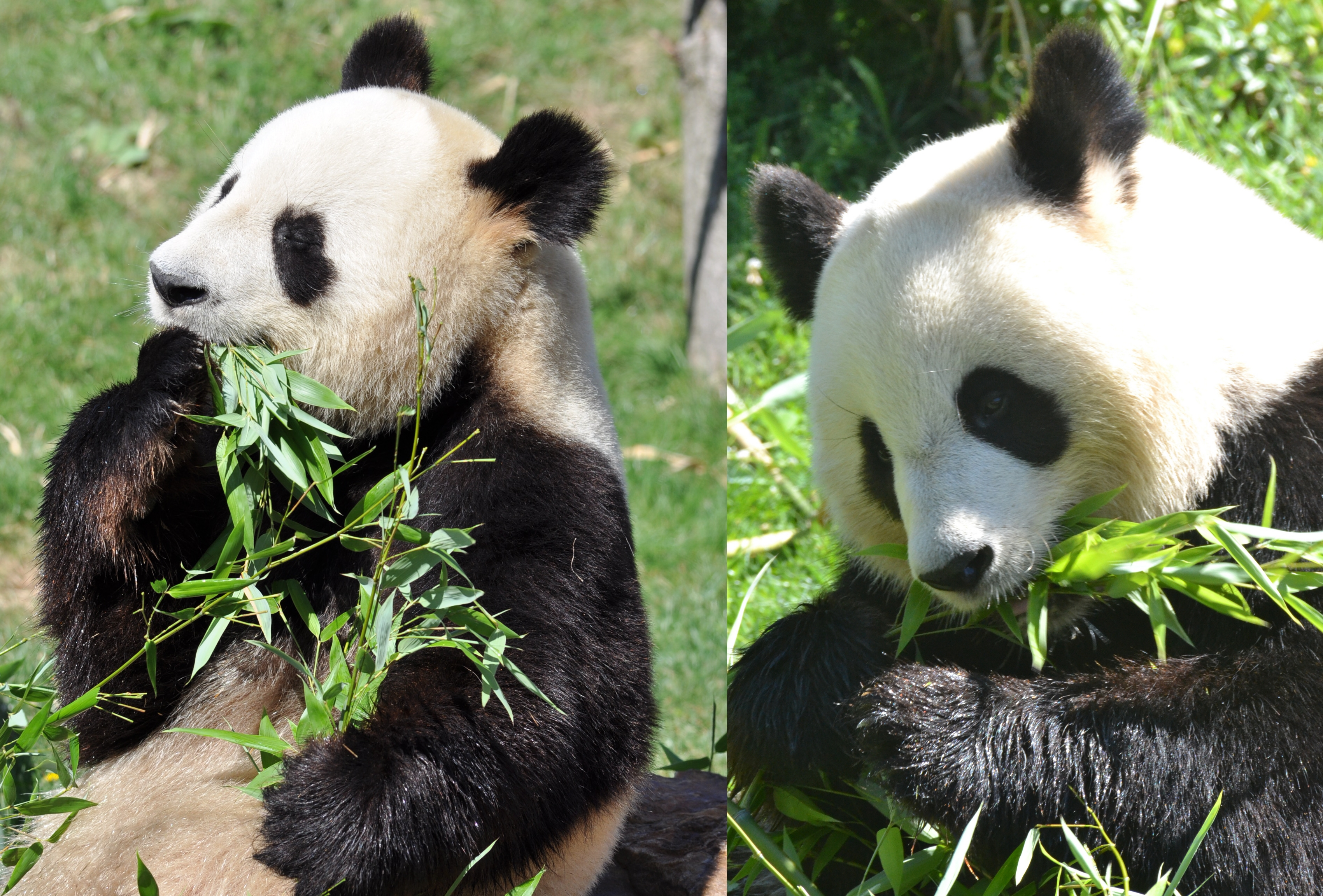
Seit 2012 in Beauval: Große Pandas

Im Australien-Haus werden auch Koalas gezeigt. Das ab dem Jahr 2000 angelegte Erweiterungsgelände des Zoos umfasst eine fünf Hektar große Freifläche für Afrikanische Elefanten. Ein „südamerikanisches Flachland“ beherbergt u. a. Tapire, Capybaras und Pampashasen.
In den 2010er Jahren wurde ein „asiatisches Flachland“ (u. a. für Nashörner, Tapire, Muntjaks und Axishirsche) eingerichtet. Ferner kam eine drei Hektar große Landschaft „Auf den Höhen von China“ hinzu. Dort werden seit 2012 zwei Große Pandas gezeigt. Am 22. Juli 2012 wurde ein Elefanten-Baby geboren.
Auf einer 2015 eröffneten neuen Anlage im Stile eines Amphitheaters wird (in der Saison mehrmals täglich) eine halbstündige Flugshow verschiedener Vögel (Greifvögel, Eulen, Marabus, Pelikane und weitere Arten) geboten. Daran sind jeweils etwa 450 Vögel beteiligt. Im März 2016 wurde eine neue Anlage für Flusspferde eröffnet. Sie ist die größte ihrer Art in Europa. 2017 folgte die Erweiterung um eine neue große Löwenanlage. Ebenfalls 2017 wurde eine neue Zooklinik eröffnet, die größte in Frankreich.
Am Abend des 4. August 2017 gebar das Panda-Weibchen Huan Huan zwei Jungtiere, von denen eines allerdings zu schwach war und am nächsten Tag verstarb. Das überlebende Tier wurde im Dezember 2017 auf den Namen Yuan Meng getauft und ist seit dem 13. Januar 2018 für die Besucher im Panda-Haus sichtbar, seit März 2018 auch im Freigelände. Am 2. August 2021 wurden erneut zwei Panda-Jungtiere geboren, diesmal überlebten beide Tiere die kritische Phase und werden seit Dezember 2021 im Panda-Haus, seit März 2022 auch auf der Freianlage gezeigt. Sie tragen die Namen Huan Lili und Yuan Dudu.
Am 30. März 2019 wurde eine Seilbahn eröffnet, um den Weg zwischen verschiedenen Teilen des Zoos zu verkürzen und neue Panorama-Ausblicke zu ermöglichen.
Im Februar 2020 wurde eine neue Tropenhalle (dôme équatorial) mit ca. 25.000 Tieren (darunter 24.000 Fische) aus ca. 200 Arten eröffnet. Sie hat einen Durchmesser von 100 Metern und eine Höhe von 38 Metern.
Im April 2023 wurde eine begehbare Südamerika-Voliere eröffnet, die mit einer Fläche von 2 Hektar und einer Höhe von 35 Metern als größte Voliere Europas gilt. Sie beherbergt 500 südamerikanische Vögel in 33 Arten sowie ungefähr 30 Tiere in fünf Säugetierarten (u. a. Großer Ameisenbär und Roter Brüllaffe).
Seit Mai 2025 werden drei Goldstumpfnasen gezeigt. Damit ist Beauval der erste Zoo außerhalb Asiens, der diese bedrohte Schlankaffenart zeigt.

## Auswahl der vorgestellten Tierarten
Zu den Tieren im Zoo gehören weiße Löwen, weiße Tiger, Große Pandas, Koalas, Kängurus, Menschenaffen (Schimpanse, Orang-Utan, Gorilla), Rundschwanzseekühe, Ameisenbären, Okapis, Antilopen, Gnus, Zebras, Giraffen, Afrikanischer Elefant, Schabrackentapir, Flachlandtapir, Tasmanischer Teufel sowie verschiedene Schlankaffen und Krallenaffen, insgesamt 27 Primaten-Arten.

## Angebote und Attraktionen
Neben den bereits genannten Freianlagen sind u. a. vier Tropenhäuser (Vogelhaus, Komplex für Gorillas und Seekühe, Menschenaffenhaus mit Vivarium und Australien-Haus) zu erwähnen. Ferner ist eine der größten Pinguinanlagen Europas vorhanden.
Es gibt im Zoogelände eine Seilbahn zwischen dem Löwengehege und der Elefantenanlage. Die Fahrten sind im Eintrittspreis inbegriffen.
Während der Saison finden mehrmals täglich Vorführungen (spectacles) von Robben und Seelöwen in einem Schaubecken und Greifvögeln im freien Flug statt. Für beide Angebote sind getrennte „Amphitheater“ eingerichtet. Die Vorführungen sind im Eintrittspreis inbegriffen.
Ebenfalls nach einem abgestimmten Zeitplan gibt es an ausgewählten Gehegen etwa 15-minütige fachkundige Vorträge über die vorgestellten Tiere, oft verbunden mit Fütterungen. Diese Programme werden als animations bezeichnet.

### Hotels
Durch den Zoo werden in unmittelbarer Umgebung insgesamt fünf Hotelkomplexe mit exotisch thematisierter Ausstattung (China, Indonesien, Vietnam, Afrika, Mexiko) betrieben.

## Auszeichnungen und Mitgliedschaften
- Der ZooParc de Beauval wurde bei Forbes Traveler in der Liste der 15 besten Zoos der Welt geführt.
- Bei TripAdvisor wird er als einer der Top-10-Zoos der Welt geführt.
- Der Zoo ist Mitglied der Association Française des Parcs Zoologiques (AFdPZ), der European Association of Zoos and Aquaria (EAZA) und der World Association of Zoos and Aquariums (WAZA).
- Im Rahmen des Europäischen Erhaltungszuchtprogramms der EAZA führt der Zoo die Zuchtbücher für die Arten Rotsteißkakadu, Palmkakadu und Rhinozerosvogel.[1]
- 2013 erhielt der Zoo zum zweiten Mal in Folge die Auszeichnung als Bester Zoo Europas in seiner Größenkategorie.[2]